# 1104 (szám)
Az 1104 (római számmal: MCIV) az 1103 és 1105 között található természetes szám.

## A szám a matematikában
A tízes számrendszerbeli 1104-es a kettes számrendszerben 10001010000, a nyolcas számrendszerben 2120, a tizenhatos számrendszerben 450 alakban írható fel.
Az 1104 páros szám, összetett szám. Kanonikus alakja 24 · 31 · 231, normálalakban az 1,104 · 103 szorzattal írható fel. Húsz osztója van a természetes számok halmazán, ezek növekvő sorrendben: 1, 2, 3, 4, 6, 8, 12, 16, 23, 24, 46, 48, 69, 92, 138, 184, 276, 368, 552 és 1104.
Keith-szám.
Az 1104 két szám valódiosztó-összegeként áll elő, ezek a 696 és az 1103².

## Csillagászat
- 1104 Syringa kisbolygó